# Operación Georgias
La Operación Georgias, también conocida como la batalla de Grytviken fue un enfrentamiento de la Guerra de las Malvinas en 1982 por el cual las fuerzas argentinas tomaron los asentamientos y bases británicas en las Islas Georgias del Sur.
La recuperación de las Georgias del Sur tuvo lugar el 3 de abril de 1982, cuando fuerzas navales argentinas tomaron el control de la Isla Georgia del Sur (renombrada como isla San Pedro) después de rendir a un pequeño grupo de Marines Reales del Reino Unido en Grytviken. La intervención Argentina comenzó el 19 de marzo de 1982 cuando un grupo de obreros civiles arribaron a Puerto Leith a bordo del transporte ARA Bahía Buen Suceso (B-6), izando la bandera argentina. Presuntamente, algunos infantes de marina argentinos se habían infiltrado entre los obreros, presentándose como científicos civiles, algo totalmente desmentido por Argentina desde el primer momento.

## Los obreros argentinos en las Georgias del Sur

### Los contratos de Davidoff

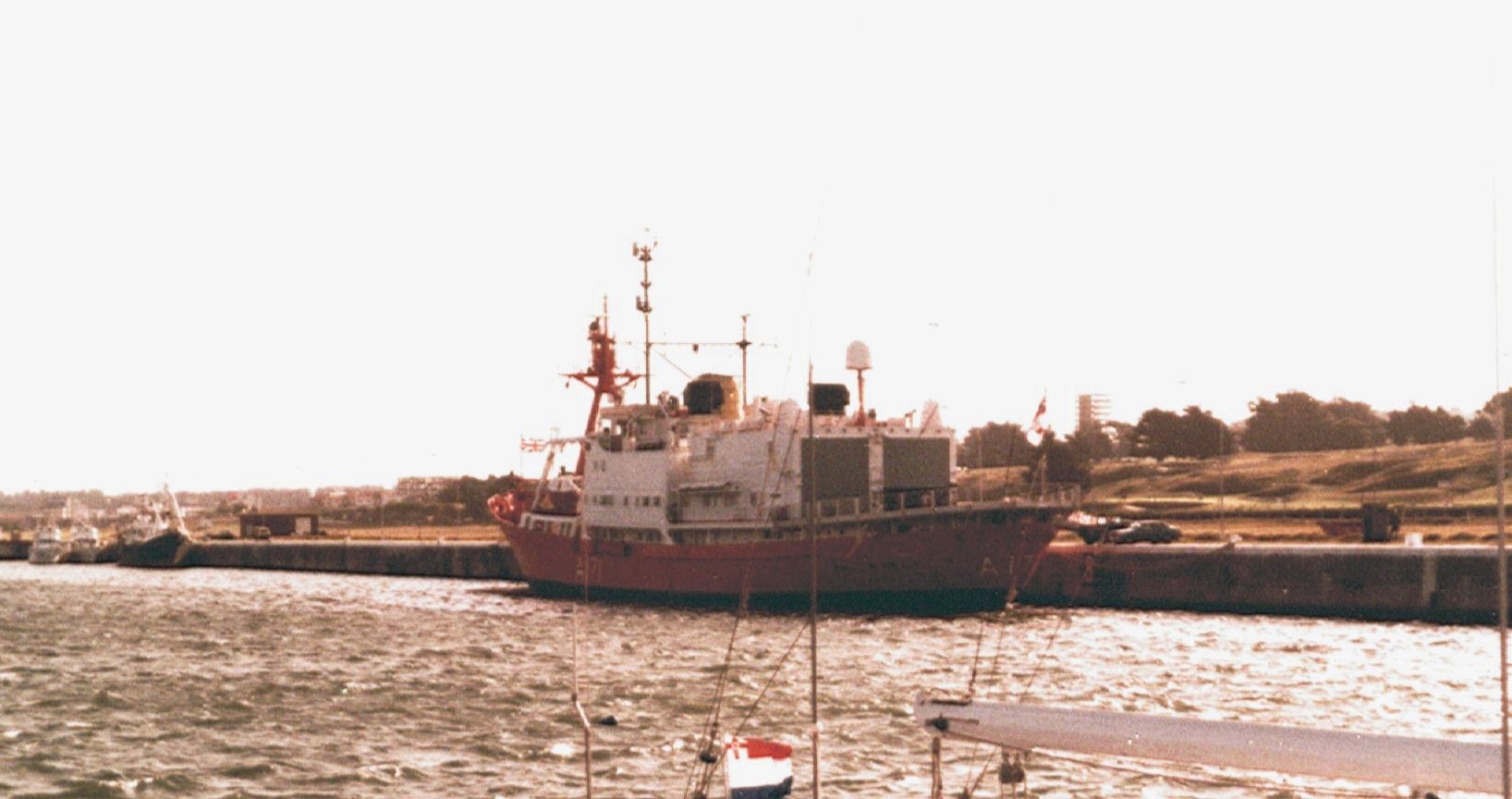
Buque polar HMS Endurance en Mar del Plata en febrero de 1982, poco antes de su intervención en las Georgias.

En septiembre de 1979, el empresario argentino Constantino Davidoff, director de la empresa Georgia del Sur S.A. y especializado en negocios con chatarra, firmó un contrato con la empresa Christian Salvensen Co. de Edimburgo, por el cual adquirió el derecho a retirar los restos de las antiguas instalaciones balleneras abandonadas en los puertos: Leith, Stromness y Husvik, en las islas Georgias del Sur.
Davidoff gestionó en la embajada británica en Buenos Aires el servicio del buque polar HMS Endurance con el fin de transportar a las islas el personal y equipos necesarios para desmantelar las instalaciones. Como los británicos no aceptaron el pedido de utilización del HMS Endurance, en agosto de 1981 Davidoff solicitó permiso al Ministerio de Relaciones Exteriores y a la Armada Argentina para contratar pasajes en las naves de transporte antártico. Sabiendo de la decisión del gobierno británico de retirar del servicio en el Atlántico Sur al HMS Endurance y previendo la posible evacuación de Grytviken, la Armada firmó un acuerdo con Davidoff que le permitía arribar a las islas al menos dos veces al año.

### Proyecto y Operación Alfa
En septiembre de 1981, la Armada concibió un plan para aprovechar el negocio de Davidoff en las Georgias del Sur y así establecer una base secreta en ese territorio disputado. Esta acción fue denominada con el nombre en código de Proyecto Alfa. El plan consistía en infiltrar militares entre los obreros, con la excusa de que eran científicos. Una vez que el HMS Endurance se hubiera retirado del Atlántico Sur, a partir de abril se le unirían 14 infantes de marina embarcados en un buque destinado a restablecer bases antárticas argentinas, los que establecerían una base militar permanente en las Georgias del Sur. Esa base contaría con la ayuda del invierno, que impediría las medidas que los británicos pudieran tomar para su remoción.
Paralelamente al proyecto, en octubre de 1981 el comandante naval antártico recibió la orden del jefe de operaciones del Estado Mayor General de la Armada para estudiar un posible asentamiento de una base científica en alguna de las islas en disputa con el Reino Unido. Se preveía que la base podría ser instalada en la campaña antártica 1981-1982. Esa operativa recibió el nombre de Operación Alfa. A principios de diciembre se decidió que la base estaría ocupada por militares y no por civiles como se había previsto, debido a la necesidad de mantenerla en secreto. Se ordenó a la Agrupación de Comandos Anfibios alistar 1 oficial y 6 suboficiales. La misma medida se tomó con igual cantidad de buzos tácticos. 
El 29 de enero de 1981, comenzó el adiestramiento de los comandos y buzos designados, siendo su jefe el teniente Alfredo Astiz. Los demás eran el teniente Carrilaff, 1 suboficial buzo, 1 suboficial enfermero, 5 cabos buzos y 5 cabos comandos anfibios. El 28 de febrero fueron embarcados en Ushuaia en el buque de la campaña antártica ARA Bahía Paraíso. Para que no interfiriera en sus planes sobre las Malvinas, el 16 de marzo el Comité Militar canceló la Operación Alfa, pero los comandos permanecieron embarcados preventivamente y partieron el 18 de marzo rumbo a las Orcadas del Sur acompañando a la campaña antártica del buque.

### Viajes de Davidoff

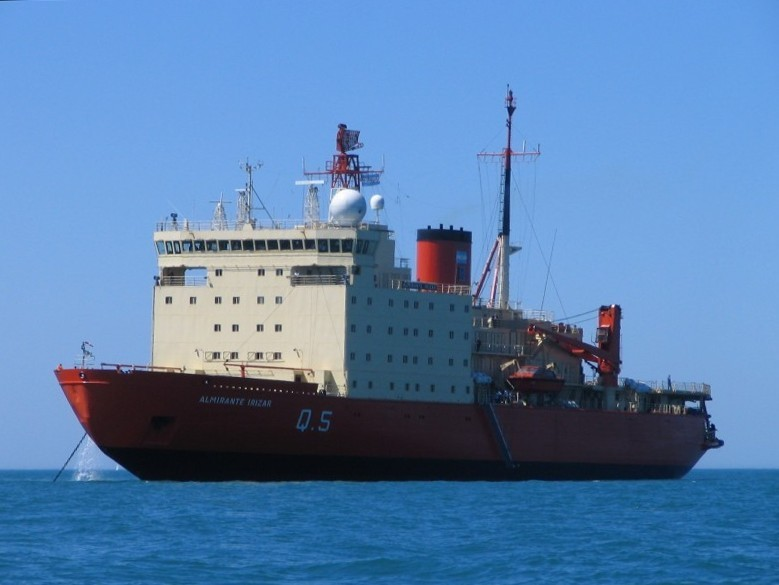
ARA Almirante Irízar.

El empresario comunicó a la embajada británica su viaje, sin solicitar permiso para hacerlo en el rompehielos, y el 16 de diciembre de 1981 zarpó con destino a las Georgias del Sur a bordo del rompehielos ARA Almirante Irízar (Q-5), para realizar un inventario de las instalaciones a desmantelar en la bahía Stromness. Llegó allí el día 21 y partió unos días después. El 23 de diciembre el magistrado británico de las Georgias del Sur descubrió rastros de la presencia argentina en Puerto Leith y lo comunicó al gobernador de las islas Malvinas Rex Hunt, quien lo retransmitió a Londres el 31 de diciembre. El gobierno británico ordenó a su embajada que presentara una nota de protesta por la violación de su soberanía por el desembarco no autorizado, pero el ministro de Relaciones Exteriores afirmó desconocer el incidente y el 9 de febrero hubo una nueva protesta formal que fue rechazada por la cancillería argentina el día 18.
Otro viaje argentino a las islas se produjo en febrero de 1982, cuando un rival comercial de Davidoff, el empleado bancario Adrián Marchessi, hizo una visita imprevista a Puerto Leith. Marchessi llegó a las instalaciones de Puerto Leith a bordo del Caiman, un yate registrado en Panamá, con el que había navegado desde Mar del Plata. Él se reportó en Grytviken, diciendo que era parte del esquema de Davidoff y dio a las autoridades británicas locales detalles de la inspección hecha por Davidoff en diciembre y aún de otros viajes argentinos en la década de 1970.

### El izado de la bandera argentina
El 18 de marzo de 1982, el ARA Bahía Buen Suceso arribó a Puerto Leith desembarcando a los obreros de Davidoff y sus equipos, sin pasar por Grytviken como exigía el gobierno británico. En esa fecha, la única presencia británica en Puerto Leith era un equipo del British Antarctic Survey (BAS). El 19 de marzo 4 miembros del BAS que se dirigían a bahía Carlita descubrieron al ARA Bahía Buen Suceso descargando equipos en Puerto Leith, con la bandera argentina flameando. Se hallaban desembarcadas unas 100 personas y habían ocupado un refugio del BAS. El líder del equipo del BAS, Trevor Edwards, se dirigió al capitán Briatore para comunicarle que su presencia era ilegal y que debían pasar por Grytviken, luego dio aviso al magistrado británico en King Edward Point. El comandante principal del BAS en Grytviken, Steve Martin, envió un mensaje al gobernador Hunt, quien consultó con Londres. El comandante exigió la remoción de la bandera argentina y el reembarque de los obreros. El comandante del ARA Bahía Buen Suceso respondió que la misión tenía la aprobación de la embajada británica en Buenos Aires y ordenó arriar la bandera, pero no se presentó en Grytviken como exigían los británicos.
El 20 de marzo, la primera ministra británica Margaret Thatcher fue informada de lo sucedido. Como los argentinos no habían cumplido con las formalidades diplomáticas, el gobierno británico decidió intervenir en pequeña escala y el Ministerio de Relaciones Exteriores del Reino Unido (Foreign Office) ordenó el envío del HMS Endurance con el objetivo de obligar a los operarios a arriar la bandera y evitar el desembarco de personal. El barco partió de Puerto Stanley el 16 de marzo con un complemento de 22 infantes de marina. 
El 21 de marzo la embajada británica realizó una protesta diplomática en Buenos Aires, solicitando al gobierno argentino el desalojo de los operarios. El ministro de Relaciones Exteriores de la Argentina, Nicanor Costa Méndez, respondió aparentando despejar la crisis, asegurando que el ARA Bahía Buen Suceso partiría pronto de las islas y que el incidente no tenía ningún consentimiento oficial.
El 22 de marzo por la mañana el ARA Bahía Buen Suceso partió de Puerto Leith. Sin embargo, por la tarde, un puesto de observación del BAS detectó la presencia de personal argentino y pasó la información a Londres. En consecuencia, el Foreign Office ordenó al HMS Endurance que evacúe cualquier personal argentino que permaneciera en las Georgias del Sur.

## Operación Georgias
El 23 de marzo, el Comandante del Grupo Naval Antártico, capitán de navío César Trombetta, al mando del ARA Bahía Paraíso que se hallaba en las Orcadas del Sur, recibió órdenes del Estado Mayor General Naval de dirigirse a máxima velocidad a las islas Georgias del Sur, con la misión de evitar el desalojo del grupo de obreros argentinos de Davidoff por parte del HMS Endurance, salido a tal efecto desde las islas Malvinas. 
Los movimientos británicos se encontraron con una serie de contramedidas argentinas: las corbetas ARA Drummond y ARA Granville fueron desplegadas entre las Malvinas y las Georgias del Sur, quedando en posición de interceptar al HMS Endurance y rescatar cualquier personal argentino que llevara a bordo. 
El 24 de marzo, el gobierno argentino comunicó a la prensa la presencia de los obreros en las Georgias del Sur, mientras que Astiz recibió la orden de "desembarcar el 25 de marzo a las 00:15 en Puerto Leith a fin de proteger obreros argentinos."
El ARA Bahía Paraíso arribó a Puerto Leith en la noche del 24 de marzo y desembarcó al grupo de 14 militares comandados por Astiz (Grupo Alfa), con armamento individual perteneciente al buque. El ARA Bahía Paraíso permaneció en la zona y patrulló con sus helicópteros el área durante las horas subsiguientes. Las noticias procedentes del sur dieron cuenta de un inusual movimiento de buques de guerra de la Armada Argentina en el océano Atlántico Sur. Al llegar a Puerto Leith el HMS Endurance encontró anclado al ARA Bahía Paraíso, luego ambos barcos estuvieron persiguiéndose y escondiéndose alrededor de las islas hasta perder contacto entre ellos el 31 de marzo.
Ante la perspectiva de un posible conflicto militar, el Foreign Office buscó lograr algún tipo de compromiso. Lord Carrington propuso a su contraparte Costa Méndez indultar a los obreros presentes en Puerto Leith, darles la documentación apropiada, la cual podría incluir el sellado de permisos temporales en vez de pasaportes, lo que era una concesión crucial para la posición argentina. La pretensión de la Argentina, sin embargo, era que la llegada de cualesquiera de sus ciudadanos a las Georgias del Sur debería seguir los procedimientos acordados en el tratado de comunicaciones de 1971. El gobernador Rex Hunt rechazó fuertemente esa extensión del acuerdo, válido solo para las islas Malvinas, y transmitió su preocupación al gobierno británico.
El plan británico era que el comandante del British Antarctic Survey, Martin, sería el responsable hasta que las fuerzas argentinas demostraran cualquier intención hostil, si eso ocurría, el teniente Keith Paul Mills tomaría el mando. 
El 28 de marzo de 1982, a las 10:57, el destructor ARA Santísima Trinidad zarpó como buque insignia del comandante de la Fuerza de Tareas 40, embarcando a su comandante y al comandante del Teatro de Operaciones Malvinas, general de división Osvaldo Jorge García, iniciando la Operación Rosario que concluyó con la rendición del gobernador británico de las Malvinas el 2 de abril. Ese mismo día fueron embarcados en Puerto Belgrano rumbo a las Georgias del Sur 40 infantes de marina al mando del teniente de navío Guillermo Luna, en la corbeta ARA Guerrico, viajando precariamente y hacinados durante 4 días al no ser un buque con capacidad para el transporte de tropas y por las condiciones climáticas.
El 30 de marzo, cuando se hizo obvio que la invasión era inminente, el gobierno británico ordenó que el destructor HMS Antrim, seguido de otros dos buques de superficie y tres submarinos nucleares, se dirigieran a las islas Georgias del Sur para apoyar al HMS Endurance. El resto de las unidades de la marina británica se puso en alerta de cuatro horas.
El 1 de abril, el Estado Mayor General Naval recibió la Orden de Operaciones N.º 1/82 «S» para "ocupar Grytviken y mantener Leith a fin de asegurar el dominio de las islas Georgias", para lo que ordenó a la corbeta misilística ARA Guerrico, al mando del capitán de fragata Carlos Alfonso, unirse al ARA Bahía Paraíso, equipado con dos helicópteros de la Agrupación Antártica (1 Puma del Ejército Argentino, 1 Alouette (del Comando de Aviación Naval de la Armada Argentina) y un grupo de 40 infantes de marina al mando del teniente de navío Guillermo Luna que se unieron a las fuerzas de Astiz en Puerto Leith. Hasta esa fecha las Georgias del Sur no habían estado comprendidas en el Teatro de Operaciones Malvinas.
Con las unidades disponibles se formó el Grupo de Tareas 60.1, con César Trombetta como comandante, formado por las unidades:
- 60.1.1. Buque polar ARA Bahía Paraíso, al mando del capitán de fragata Ismael J. García.
- 60.1.2. Corbeta ARA Guerrico, al mando del capitán de fragata Carlos Alfonso.
- 60.1.3. Fracción del Batallón de Infantería de Marina N.º 1 (BIM 1) con 40 hombres, al mando del teniente de navío Guillermo Luna.
- 60.1.4. Dos helicópteros de la Agrupación Antártica: 1 Puma del Ejército y 1 Allouette de la Armada.
- 60.1.5. Grupo de buzos tácticos y comandos anfibios (15 hombres), al mando del teniente de navío Alfredo Astiz.

Como consecuencia de lo anterior, se sucedieron una serie de reuniones y conversaciones de alto nivel a fin de evitar la invasión argentina. La noche del día 1 de abril el presidente de los Estados Unidos, Ronald Reagan, se comprometió ante Thatcher a hablar con la Junta militar para evitar el ataque. No obstante, su conversación telefónica con Leopoldo Galtieri fue infructuosa.

## Resistencia británica

### El 2 de abril

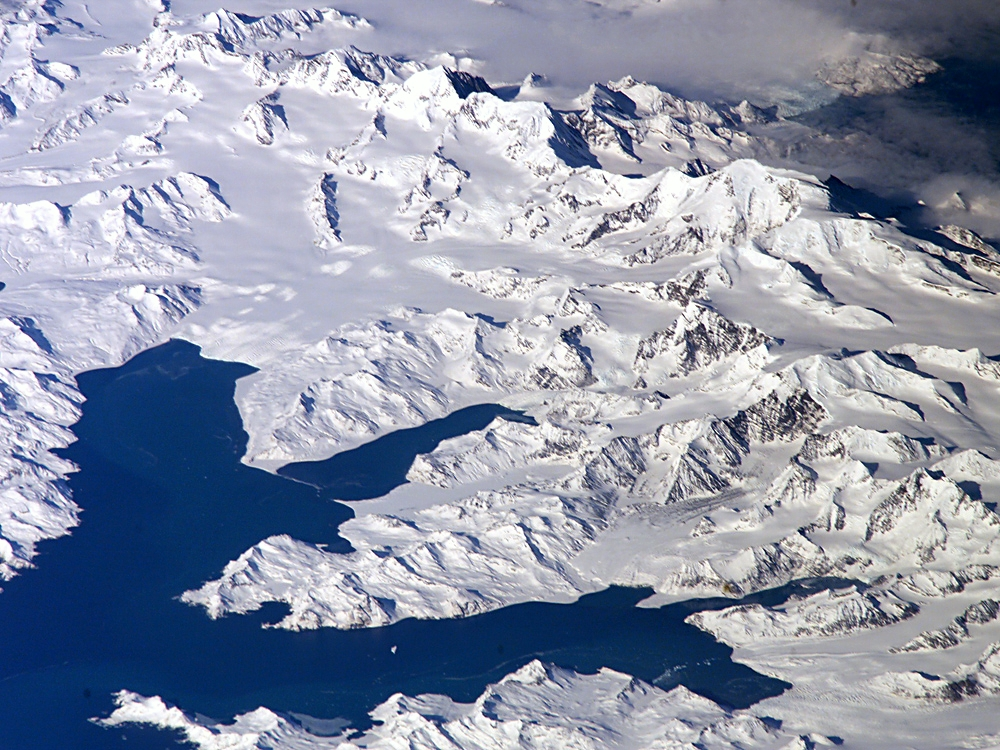
Bahía Cumberland con la caleta Cap. Vago y Grytviken.

El 2 de abril, Astiz anunció a los argentinos que se hallaban en Puerto Leith que su país había recuperado las Malvinas. Recibió la orden de ejecutar la Orden de Operaciones N.º 1/82 «S».
Después de enterarse de la caída de Puerto Stanley, Mills tomó urgentes medidas: sus hombres fortificaron la playa en Punta Coronel Zelaya, cerca de la entrada de la bahía, con alambre y minas terrestres y prepararon defensas alrededor de los edificios del BAS. El HMS Endurance, que se hallaba algunas millas costa afuera, proporcionaba la comunicación entre el pequeño destacamento británico y Londres. Mills fue autorizado a abrir fuego en defensa propia después de realizar una advertencia. Una declaración posterior del gobierno británico dio instrucciones a los infantes de marina a «no resistir más allá del punto en donde las vidas se pudieran perder inútilmente».
Por las inclemencias del clima, la ARA Guerrico recién entró en la bahía Cumberland a las 17:00 de 2 de abril, por lo que los planes de las fuerzas argentinas para ese día en las Georgias del Sur se vieron frustrados y Trombetta los postergó para el 3 de abril. Esos planes consistían en el aterrizaje de las fuerzas especiales de Astiz en Hope Point, cerca de Grytviken, para asegurar el arribo de los equipos de las fuerzas terrestres, transportados por helicóptero. La ARA Guerrico debía proveer fuego naval fuera de la bahía, pero la llegada de la corbeta fue retrasada por una tormenta, luego, un nuevo curso de acción fue decidido para el día siguiente. De acuerdo al nuevo plan, el primer aterrizaje debía ser realizado por el helicóptero Alouette desde la ARA Guerrico, seguido por tres oleadas de infantes de marina en el Puma desde el ARA Bahía Paraíso. Después de enviar un mensaje de radio exigiendo la rendición de los británicos, Trombetta debía ordenar a la ARA Guerrico hacer un avance sobre la caleta Capitán Vago en donde se halla el puerto de Grytviken, justo enfrente a Punta Coronel Zelaya. La corbeta solo estaba autorizada a usar sus armas de fuego a pedido de las fuerzas de tierra. Los hombres de Astiz debían permanecer en la retaguardia a bordo del ARA Bahía Paraíso. Todas las fuerzas implicadas debían evitar las muertes enemigas todo el tiempo posible. Freedman cree que Trombetta hizo esas provisiones pensando que se encontraría solamente con el equipo del BAS. Aparentemente, el descuido en ese punto se debió a la ausencia del HMS Endurance, lo que le hizo pensar que se ocuparía solamente de la gente del BAS, Trombetta ordenó a la corbeta ARA Guerrico acercarse a la costa, enviar al helicóptero Alouette en reconocimiento, y transportar al primer grupo de infantes de marina en el otro helicóptero, un Puma.
Durante la noche, los dos barcos argentinos establecieron contacto y permanecieron en aguas próximas, estando la corbeta en la bahía Stromness.

### El 3 de abril
El 3 de abril, a las 5:00 Luna recibió un mensaje naval comunicando que el HMS Endurance se hallaba en Grytviken con 22 infantes de marina. Sin embargo Trombetta pensaba que la zona de desembarco estaría libre de enemigos, lo que se hallarían en el buque polar. A la 7:35, con mejores condiciones climáticas, la corbeta arribó a Puerto Leith y trasbordó a los infantes de marina al ARA Bahía Paraíso, mientras que fueron reembarcados los comandos de Astiz, quedando los obreros protegidos en tierra por hombres del ARA Bahía Paraíso a las órdenes del teniente Cortez.
A las 11:10 desde el ARA Bahía Paraíso se exigió la rendición de Grytviken con un mensaje en inglés, repetido 3 minutos después. El mensaje afirmaba que Rex Hunt se había rendido en las Malvinas. El teniente Mills recibió y luego retransmitió el mensaje al HMS Endurance, con la intención de ganar tiempo. A la vez, invitó al personal del BAS a ponerse a cubierto dentro del local de la iglesia. Los soldados británicos no aceptaron la rendición. Para entonces, el Alouette sobrevolaba Grytviken informando que no se observaba posible resistencia y la ARA Guerrico hacía su primera entrada en la ensenada. Según Mayorga, el capitán Carlos Alfonso, comandante de la corbeta, dudaba de exponerla en aguas tan estrechas. Mayorga también convalida la especulación de Freedman acerca de la presunciones incorrectas de Trombetta con respecto a presencia militar británica alrededor del puerto, citando un reporte oficial. Trombetta tenía también algunas reservas sobre la adecuada preparación para el combate de la corbeta, puesto que ella había estado en dique seco hasta apenas unos días antes de salir de su base de origen en Puerto Belgrano.

#### Derribo del helicóptero

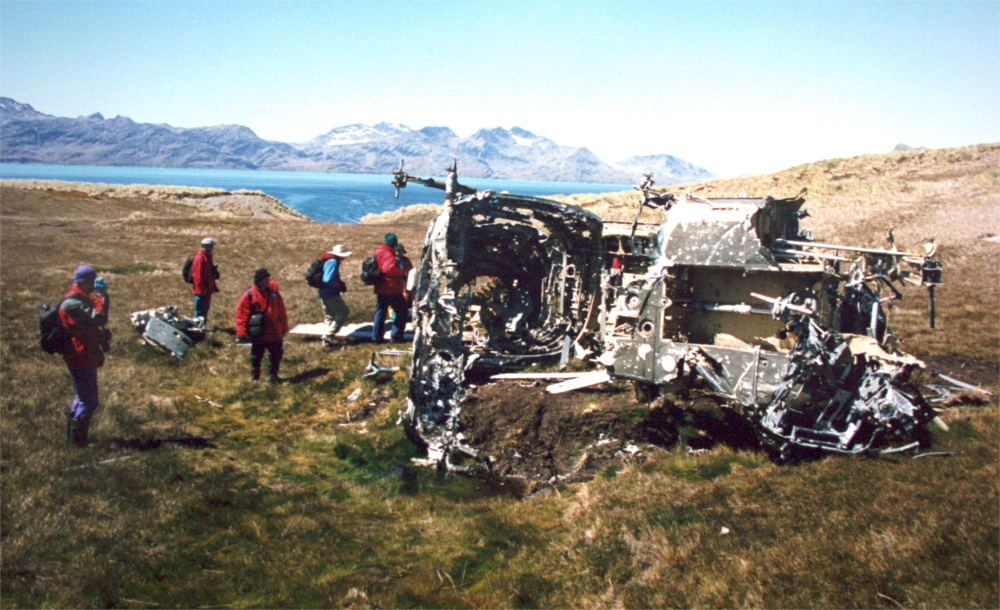
Restos del helicóptero Puma argentino.

A las 11:25, se ordenó a Grytviken que el personal de la base saliera a un lugar visible, avisando que habría un desembarco de infantería de marina y 10 minutos después desde la corbeta advirtieron la presencia de personal armado.
El Puma puso en tierra al primer grupo de 15 infantes de marina argentinos (entre ellos el teniente Luna) con una ametralladora a las 11:41 en King Edward Point, en el lado opuesto de la casa Shackleton, en donde los marines reales estaban atrincherados. Para entonces, en la corbeta sabían que la zona de despliegue de los marines era en la orilla norte de la boca de la ensenada. La segunda oleada de infantes de marina salió desde el ARA Bahía Paraíso a bordo del Puma a las 11:47, formada por el teniente de corbeta Giusti con otros 14 infantes y una ametralladora. El comandante del grupo argentino ya en tierra, teniente Luna, pidió vía la ARA Guerrico –el no tenía comunicación directa con el ARA Bahía Paraíso - que la segunda oleada sea la que debía llegar en tercer término equipada con morteros de 60 mm, pero los infantes de marina ya estaban en vuelo. El aterrizaje tuvo lugar al este de la posición de Luna, bien a la vista del destacamento británico. El helicóptero estuvo al alcance de las armas de Mills y sus hombres en ese momento. La aeronave fue granizada por un intenso fuego de armas automáticas, pero el piloto pudo cruzar la bahía y aterrizó de emergencia el helicóptero en la costa sur de la misma, en la orilla opuesta a Punta Coronel Zelaya (o King Edward Point). Los conscriptos Mario Almonacid y Jorge Néstor Águila murieron y otros cuatro resultaron heridos, el resto quedó fuera de posición de combate, pero se abrió fuego con la ametralladora sobre el hospital, logrando herir a un marine en un brazo. Al mismo tiempo, las tropas de Luna comenzaron su marcha hacia la casa Shackleton, pero una vez abatido el helicóptero, los británicos dispararon sobre ellos fuego pesado. En vista de eso, Luna requirió a la ARA Guerrico fuego de apoyo.

#### Ataque a la ARAGuerrico
La corbeta realizó luego su segundo avance sobre la ensenada y a las 11:55 abrió fuego. Para decepción de su comandante, las armas de 20 mm se atascaron después de su primer tiro, y con las de 40 mm solo pudo disparar seis andanadas. El cañón de 100 mm quedó inutilizado después del primer tiro. Completamente expuesto, el barco no tenía otra opción que la de alejarse y viró dentro de la caleta abriendo fuego con sus armas ubicadas en su otra banda. Los británicos dirigieron sus disparos sobre el barco a las 11:59. La corbeta fue golpeada por el fuego de armas ligeras y por un lanzacohetes antitanques Carl Gustav de 84 mm. Según Mills, sus hombres abrieron fuego desde una distancia de 550 m. El ataque mató al cabo primero de mar Patricio Guanca e hirió a otros cinco marineros, dañando cables de electricidad, un cañón de 40 mm, un lanzador de cohetes Exocet y el montaje del cañón de 100 mm. Cuando la corbeta pasó nuevamente frente a la posición enemiga para alejarse, volvió a recibir intenso fuego. Fuentes argentinas reconocen que más de 200 proyectiles impactaron en la corbeta.
Mientras tanto, el Alouette había transportando a los otros 10 infantes de marina, fuera del alcance de las armas británicas, pese a que era un helicóptero de reconocimiento y no de transporte de tropas. Mientras la averiada ARA Guerrico se dirigía fuera de la bahía, las tropas argentinas reasumían el intercambio de disparos con los marines de Mills. Una vez que se puso fuera del alcance de las armas de los británicos, desde las cercanías de la roca Hobart, la corbeta reanudó el fuego con sus cañones de 40 milímetros, reparados y nuevamente en servicio. Esto convenció a Mills de que todo estaba terminado y ordenó a sus marines cesar el fuego. Esto sucedió a las 12:48, según Mayorga. A las 13:00 Mills se acercó a las posiciones argentinas agitando una capa blanca y se entregó, recibiendo la orden de hacer salir individualmente a sus subordinados. Mills y sus hombres fueron tomados en custodia por el grupo de Astiz, quien se había mantenido en reserva durante la batalla. A las 13:35, se informó que había sido arriada la bandera británica. El HMS Endurance despachó a uno de sus helicópteros Wasp a la bahía Cumberland. El helicóptero aterrizó allí y detectó a la corbeta argentina y al barco de transporte en la ensenada, pero no encontró señales de combate. El HMS Endurance permaneció en las aguas de las Georgias del Sur hasta el 5 de abril. Por la tarde fueron apresados 13 civiles del BAS que se hallaban dispersos en las inmediaciones. A las 23 el Grupo Alfa reemplazó al teniente Cortez y sus hombres en la protección de los obreros en Puerto Leith.

## Consecuencias
La corbeta ARA Guerrico, con una pérdida de un 50 % de su poder de fuego debido al combate, partió de Grytviken junto con el ARA Bahía Paraíso a las 3:15 del 4 de abril, rumbo a Río Grande. Este último trasportó a los infantes de marina británicos hasta Río Grande, desde donde fueron enviados por avión a la Base Naval de Infantería de Marina Baterías donde permanecieron por 12 días y el herido británico recibió atención médica. Luego fueron transportados por avión a Montevideo, llegando al Reino Unido el 20 de abril. Las fuerzas argentinas desistieron de atacar la base del BAS en la isla Bird, permaneciendo allí y en la bahía Schlieper, el glaciar Lyell y la bahía Saint Andrews, 15 británicos del BAS que se mantuvieron fuera del control argentino hasta la recuperación británica de las islas. La Armada Argentina dejó un destacamento de 55 infantes de marina en las islas, junto con los 39 obreros desmanteladores de chatarra que permanecieron en Puerto Leith. Las Georgias del Sur fueron retomadas por las fuerzas británicas el 25 de abril de 1982, en el curso de la Operación Paraquet.

## Condecoraciones
- El teniente Mills recibió la Cruz de Servicios Distinguidos.
- El capitán Nick Barker, del HMS Endurance, recibió la Orden del Imperio Británico en grado de comendador.[13]
- El cabo principal artillero Francisco Solano Páez recibió la Medalla al Valor en Combate.[37]